# Jacques Rosseels

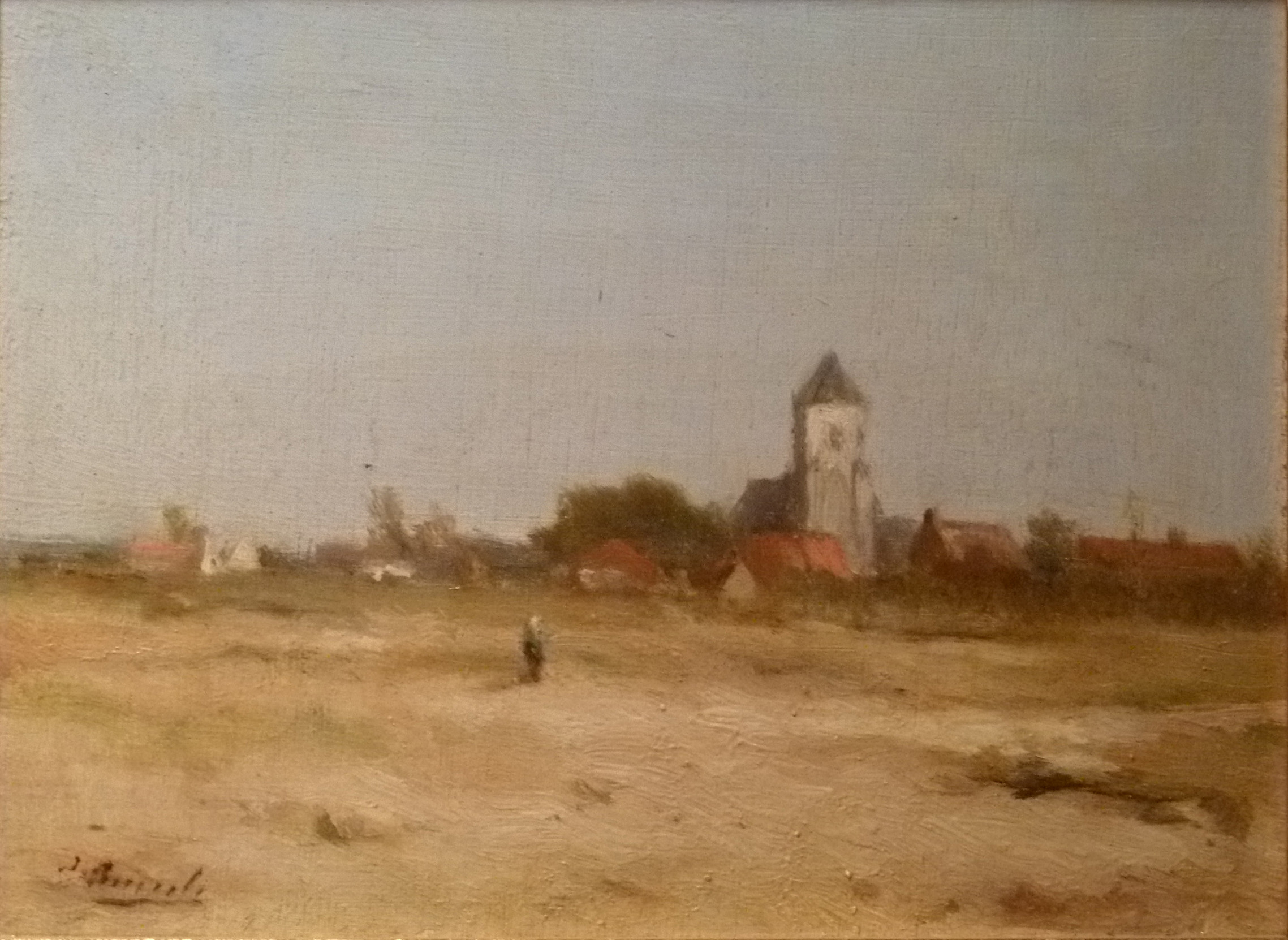
Landschap met de kerk van Heist, 1883, Stedelijke Musea Dendermonde

Jacques Rosseels of Jacobus Cornelis Rosseels (Antwerpen, 5 november 1828 – aldaar, 3 november 1912) was een kunstschilder en kunsttheoreticus die later in zijn carrière hoofdinspecteur werd van de Belgische academies en tekenscholen.

## Biografie
Jacques Rosseels werd geboren in Antwerpen als de zoon van Jacques Paul Rosseels en Catherine Van Beirs. Hij was de jongste telg in het burgergezin, waar veel aandacht was voor de kunsten. Kunstenaars zoals Hendrik Conscience, Theodoor Van Rijswijck, De Block en Dillens waren er regelmatige te gast.
Hij huwde in 1880 met Sophia De Vulder en ze hadden een zoon Daniel Rosseels die geboren werd in Dendermonde op 5 november 1881 en later architect zou worden.
Van 1842 tot 1849 volgde hij de lessen aan de Academie van Antwerpen bij onder meer Edward Dujardin en Jacob Jacobs en vanaf 1845 bij de landschapschilder Henri Van Der Poorten in diens atelier. Hij maakte de opleiding aan de academie niet af.
Tussen 1847 en 1852 werkte hij vooral op de Kalmthoutse Heide aan de Vossenberg en in andere heidegebieden in de Kempen en in de provincie Limburg. In 1851 was hij maandenlang de gast in de herberg Het Pannenhuis te Kalmthout. Daarna maakte hij enkele reizen, onder meer naar Londen in 1851 en naar Zwitserland in 1852 en Florence van 1852 tot 1854. Na zijn terugkeer vestigde hij zich opnieuw in Kalmthout, waar hij zal wonen tussen 1854 en 1870.
In 1861 leert hij in Kalmthout Isidore Meyers kennen die goed bevriend was met Adrien-Joseph Heymans. Rond deze drie ontstond de Kalmthoutse School, die men ook wel de "Grijze School" noemt. Ze ontmoetten elkaar regelmatig in herberg “De Keizer” in Wechelderzande, waardoor ze soms de School van Wechelderzande genoemd worden. Het was geen gestructureerde stijlbeweging, maar de grijze tonaliteiten waren wel het kenmerk van het Vlaamse pleinairismc. Deze grijsschilders deden een typische landschapsstijl ontstaan die geruime tijd navolgers zou vinden, gaande van Willem Vogels tot de vroege schilderijen van James Ensor. Vanaf 1862 kwamen de voornaamste schilders uit de Kalmthoutse School zich langs de Scheldeboorden van de Dendermondse omgeving vestigen. Vooral het kunstenaarsdorp Vlassenbroek was trekpleister en geboortedorp van de Dendermondse School.
In 1865 volgt Jacques Rosseels E.F. Verhas op als directeur van de Koninklijke Academie voor Schone Kunsten te Dendermonde, hij bleef die functie bekleden tot in 1901. Het jaar daarop, in 1866, schreef hij een verslag over de toestand in het kunstonderwijs en de methodes om er verbetering in te brengen. Hij zag de zending van de academie als een instelling van algemeen nut voor groot en klein, arm en rijk. Na de hervorming van de Dendermondse academie haalden zijn leerlingen  opvallend veel prijzen in de nationale prijskampen. In 1869 publiceerde hij zijn vernieuwd programma ter gelegenheid van een congres in Parijs en in 1873 voerde het ministerie  de hervormingen van Rosseels door in de voorbereidende klassen van het kunstonderwijs. Rosseels  werd zowat overal in België uitgenodigd om conferenties over deze hervormingen te geven. Hij  werd  benoemd tot adjunct-inspecteur in het kunstonderwijs in 1882 en tien jaar later in 1892 tot inspecteur.
Tijdens zijn loopbaan aan de kunstacademie in Dendermonde woonde hij daar, hoewel hij de zomers veelal doorbracht in Kalmthout. In 1901 verhuisde hij naar Antwerpen waar hij in 1912 overleed.
Enige van zijn werken:
- Kempisch landschap, Koninklijke Musea voor Schone Kunsten van België, Brussel
- De duinen van het Zoute in Knokke-Heist, Museum voor Schone Kunsten Antwerpen
- Landschap in de omgeving van Dendermonde, Museum voor Schone Kunsten Antwerpen
- Maneschijn, Museum voor Schone Kunsten Antwerpen
- De molen te Winning, Stedelijke Musea Dendermonde
- Mariakerke, Museum voor Schone Kunsten Gent
- De Heide, Koninklijke Musea voor Schone Kunsten van België
- Het Moereind te Wechelderzande, Museum voor Schone Kunsten Antwerpen
- Omstreken van Waasmunster, Museum voor Schone Kunsten Antwerpen
- Maanlicht, Museum voor Schone Kunsten Antwerpen

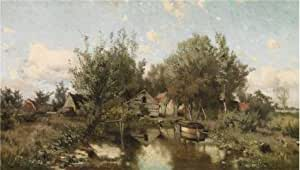
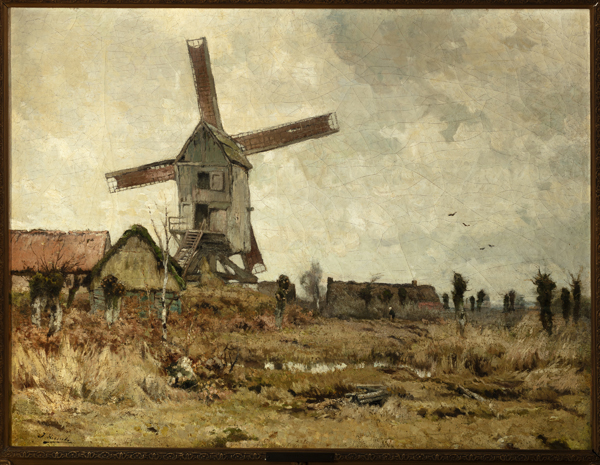
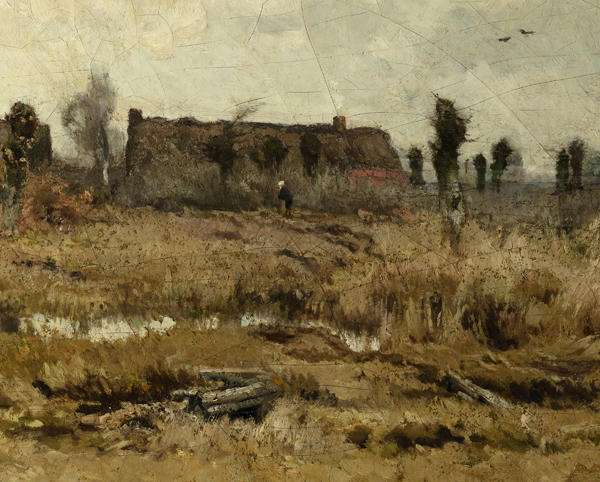
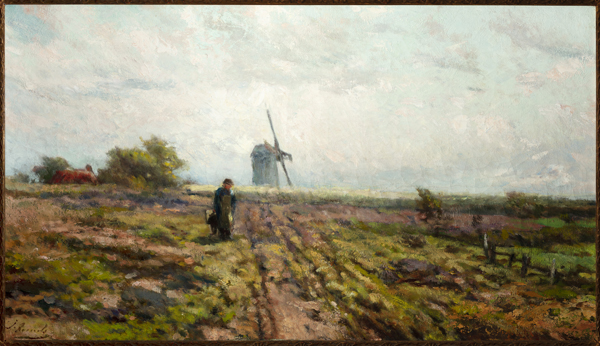

## Web links
- Jacques Rosseels op Artnet.

- RKD-Nederlands Instituut voor Kunstgeschiedenis: 68338
- Union List of Artist Names: 500031396
- Virtual International Authority File: 95875011